# Sami Karppinen
Sami Kristian Karppinen (ur. 2 sierpnia 1971) – fiński perkusista, muzyk sesyjny, a także inżynier dźwięku i producent muzyczny. W latach 1998–2001 był członkiem szwedzkiej symfoniczno-metalowej formacji Therion. W latach późniejszych współpracował z grupą jako inżynier dźwięku. W 2002 uzupełnił skład industrial metalowego zespołu Ruoska. Z grupy odszedł w 2008 roku po nagraniu pięciu albumów studyjnych. W latach 90. XX w. występował także w rockowych zespołach Natsipaska i Luonteri Surf. Poza grą na perkusji Karppinen pracuje jako inżynier dźwięku i producent muzyczny w Modern Art Studios. 

## Wybrana dyskografia
- Luonteri Surf - Zurf (1996, Ayshire Records)[6]
- Therion - Crowning of Atlantis (1999, Nuclear Blast)[7]
- Natsipaska - Asfalttisoturit (2000, DHE Castle Oy)[8]
- Therion - Deggial (2000, Nuclear Blast)[9]
- Necromicon - Peccata Mundi (2000, Hammerheart Records; inżynieria dźwięku, produkcja, miksowanie)
- Therion - Secret of the Runes (2001, Nuclear Blast; inżynieria dźwięku, perkusja, instrumenty perkusyjne)[10]
- Lithium - Cold (2002, No Fashion Records; miksowanie)[11]
- Ruoska - Kuori (2002, Kråklund Records)[12]
- Therion - Live in Midgård (2002, Nuclear Blast)[13]
- Ruoska - Riisu (2003, Kråklund Records)[14]
- Therion - Lemuria (2004, Nuclear Blast; inżynieria dźwięku)[15]
- Therion - Sirius B (2004, Nuclear Blast; inżynieria dźwięku)[16]
- Ruoska - Radium (2005, Kråklund Records)[17]
- Ruoska - Amortem (2006, EMI)[18]
- Ruoska - Rabies (2008, EMI)[19]